# Козлово (Юшкинская волость)
Козло́во — деревня в Гдовском районе Псковской области России. Входит в состав Юшкинской волости Гдовского района.

## География
Расположена в 3 км от берега Чудского озера, в 10 км к югу от райцентра и в 4 км к юго-западу от волостного центра Юшкино.

## Население
Численность населения деревни по оценке на 2000 год составляет 19 жителей.